# Akzidenz-Grotesk
Akzidenz-Grotesk – wczesny krój pisma bezszeryfowego, wydany w 1896 roku przez odlewnię Berthold pod nazwą Accidenz-Grotesk. Jako jeden z pierwszych popularnych krojów bezszeryfowych stanowił inspirację dla wielu późniejszych projektów, zwłaszcza neogrotesków powstających w drugiej połowie XX wieku. Jego nazwa nawiązuje do jego podstawowego przeznaczenia jako kroju dla komercyjnych druków akcydensowych. W Stanach Zjednoczonych bywał sprzedawany pod nazwami Standard i Basic Commercial.

## Historia
Martin Majoor uważa, że projekt Akzidenz-Grotesk mógł być oparty na krojach Didot i Walbaum, na co wskazuje fakt, że rozmiar liter w Akzidenzie jest podobny do rozmiaru liter tych dwóch krojów po usunięciu z nich szeryfów.
Jednak Akzidenz-Grotesk był produkowany w różnych wersjach przez różne odlewnie. Pierwowzorem Akzidenzu Bertholda był krój Royal Grotesk zaprojektowany przez Ferdinanda Theinhardta w latach osiemdziesiątych XIX wieku specjalnie do użytku w pismach Pruskiej Akademii Nauk. W 1908 Berthold przejął odlewnię Theinhardta, a w 1918 dołączył Royal Grotesk do rodziny Akzidenz-Grotesk, nadając mu nazwę Akzidenz-Grotesk Condensed.
Współczesne warianty wywodzą się z końca lat pięćdziesiątych, kiedy projektant Bertholda Günter Gerhard Lange zaczął powiększać rodzinę Akzidenz-Grotesk o nowe znaki, jednocześnie starając się zachować specyfikę pierwotnego kroju. W sumie zaprojektowano od tego czasu 33 warianty kroju.

## Cechy charakterystyczne
Małe litery Akzidenz-Grotesk cechuje „zamknięty” wygląd z wąskimi aperturami i zakończeniami kresek dążącymi do osi wertykalnej. Mimo to zakończenia kresek nie są idealnie poziome lub pionowe, jak np. w Helvetice. Kropka nad i jest kwadratowa, a jest piętrowe. Majuskułowe G ma pionowe uszko.

## Odmiany
Wielu projektantów stworzyło kroje wzorowane na Akzidenzie. Np. Max Miedinger zaprojektował na jego podstawie krój Neue Haas Grotesk. Krój ten wydano w roku 1957, a w 1960 nadano mu nową nazwę – Helvetica. Miedinger chciał w swoim projekcie uszlachetnić Akzidenz czyniąc go bardziej jednolitym. Dwa inne kroje z 1957 – Univers i Folio – również wzorują się na Akzidenzie.
Inne warianty to np.:

### Akzidenz-Grotesk Book
Wariant zaprojektowany przez Guntera Gerharda Langego pomiędzy 1969 i 1973 rokiem. Posiada pewne cechy wspólne z Helvetiką, takie jak wstęga przecinająca Q czy pionowe i poziome zakończenia kresek. Jak w niektórych wersjach Helvetiki, cedylla jest zastąpiona przecinkiem.

### Akzidenz-Grotesk Book Rounded
Od Akzidenz-Grotesk Book różni się zaokrąglonymi zakończeniami kresek.

### Akzidenz-Grotesk Schoolbook
Akzidenz-Grotesk Schoolbook to wariant zaprojektowany przez Güntera Gerharda Langego w 1983 roku. Bazuje na Akzidenz-Grotesk Book, ma jednak wiele swoistych cech, np. jednopiętrowe a.

### Akzidenz-Grotesk Old Face
Akzidenz-Grotesk Old Face to wariant naśladujący oryginalny Akzidenz-Grotesk, wprowadzający jednak drobne zmiany, jak przecinek zamiast cedylli.

### Akzidenz-Grotesk Next
Pochodzi z 2006 roku. Nadano mu nową wysokość średnią i grubość linii, co wpłynęło na uspójnienie kroju.

## Podobieństwo do innych krojów

Porównanie Akzidenz-Grotesk i innych fontów bezszeryfowych

Akzidenz-Grotesk bywa mylony z Helvetiką bądź krojem Univers. Podobieństwo do Helvetiki jest widoczne na pierwszy rzut oka, oba kroje dzieli jednak kilka różnic – w wyglądzie małego i dużego C oraz wersalików G, J, R, i Q. Oprócz tego, różni je też wysokość średnia (wysokość x). Ogólnie, Helvetica sprawia wrażenie bardziej owalnej, a Akzidenz cechują okrągłe łuki, apertury i oka. Zarówno Helvetica, jak i Univers, są bardziej spójne i zachowują bardziej jednolitą grubość kreski niż Akzidenz-Grotesk.